# Opération Condor (1966)
Pour les articles homonymes, voir Opération Condor (homonymie).

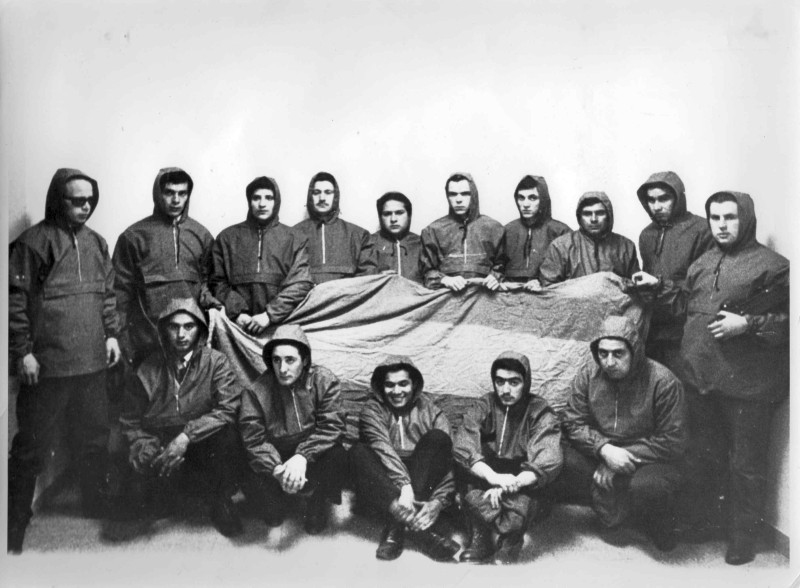
Le groupe des condors aux Malouines (1966).

L’opération Condor (en espagnol : operativo Cóndor) est une action armée menée les 28 et 29 septembre 1966 par un groupe d'étudiants et d'ouvriers argentins qui détourne un avion civil de la compagnie Aerolíneas Argentinas et oblige son commandant à atterrir sur les îles Malouines, territoire britannique revendiqué historiquement par l'Argentine.

## Déroulement de l'opération

### Préambule
Le 28 septembre 1966, un commando armé de 18 étudiants, ouvriers, syndicalistes et journalistes, en majorité des militants péronistes et nationalistes, détourne un avion Douglas DC-4 LV-AGG de Aerolíneas Argentinas, qui avait décollé de Buenos Aires à 0 h 34 et avait pour destination Río Gallegos, et le contraint à atterrir sur les îles Malouines quelques heures plus tard. Les jeunes hommes se nomment entre eux les « cóndores », leur âge moyen était de 22 ans.
L'opération Condor ― nom qui sera donné à cette action armée ― est imaginée et conduite par Dardo Cabo (es) (25 ans), journaliste, ouvrier métallurgiste et militant péroniste et nationaliste actif. Il est le fils du syndicaliste Armando Cabo.
Les membres de l'opération Cóndor sont :
- María Cristina Verrier, dramaturge et journaliste de 27 ans, fille de César Verrier (juge à la Cour suprême d'Argentine et ancien fonctionnaire du gouvernement du président Arturo Frondizi).
- Fernando Aguirre, employé (20 ans)
- Ricardo Ahe, employé (20 ans)
- Pedro Bernardini, ouvrier métallurgique (28 ans)
- Juan Bovo, ouvrier métallurgique (21 ans)
- Luis Caprara, étudiant en ingénierie (20 ans)
- Andrés Castillo, employé de la Caja de Ahorro (23 ans)
- Víctor Chazarreta, ouvrier métallurgique (32 ans)
- Alejandro Giovenco Romero (21 ans)
- Norberto Karasiewicz, ouvrier métallurgique (20 ans)
- Fernando Lisardo, employé (20 ans)
- Edelmiro Jesús Ramón Navarro, employé (27 ans)
- Aldo Ramírez, étudiant (18 ans)
- Juan Carlos Rodríguez, employé (31 ans)
- Edgardo Salcedo, étudiant (24 ans)
- Ramón Sánchez, ouvrier (20 ans)
- Pedro Tursi, employé (29 ans)

Le commandant de bord de l'avion se nomme Ernesto Fernández García. Parmi les passagers figure le gouverneur de l'époque du Territorio nacional de la Tierra del Fuego, Antártida e Islas del Atlántico Sur (es), le contre-amiral José María Guzmán. Le journaliste et chef d'entreprise Héctor Ricardo García, propriétaire du journal de Buenos Aires Crónica est également présent dans l'avion.
Vers 6 h du matin, alors que l'avion, avec 35 passagers à bord, survole la ville de Puerto Santa Cruz, les membres du groupe sortent les armes qu'ils avaient cachées dans leurs valises et prennent le contrôle de l'avion : Dardo Cabo et Alejandro Giovenco se dirigent vers la cabine de pilotage, où ils exigent que le pilote mette le cap au point 105, en direction des îles Malouines. Ce dernier commence par prétendre qu'il manque de carburant et qu'il ne connait pas la voie de navigation correspondante, mais il finit par obéir aux ordres. Pour ne pas effrayer les passagers, ceux-ci sont informés que l'avion doit retourner à Comodoro Rivadavia.

### Atterrissage

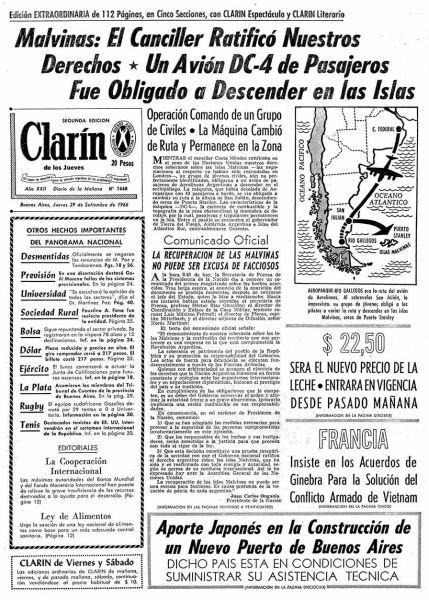
La nouvelle de l'opération rapportée par le journal Clarín (Buenos Aires).

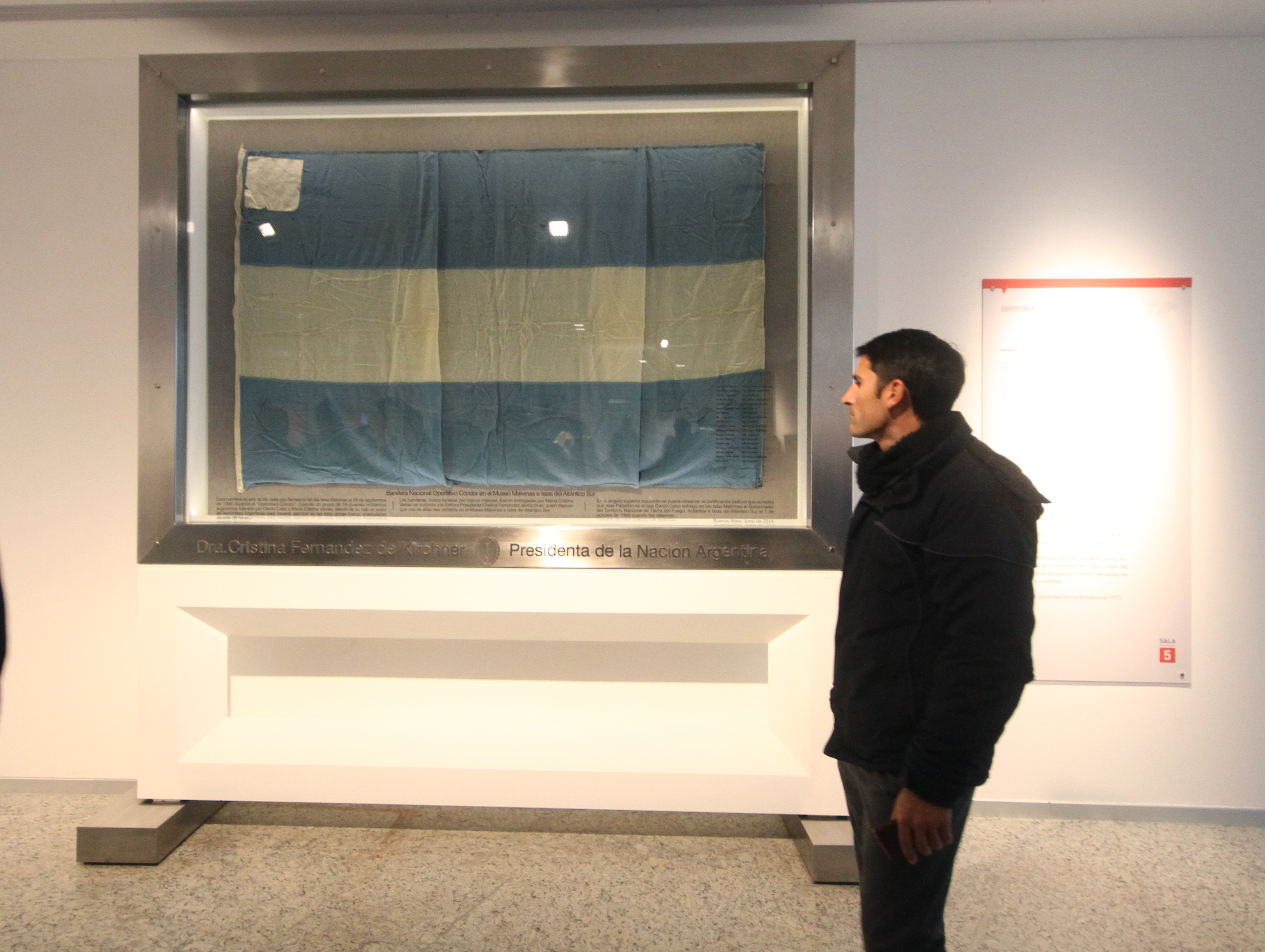
Un des drapeaux au Musée Malvinas e Islas del Atlántico Sur (Buenos Aires).

Le pilote parvient à trouver l'emplacement des îles en raison de différences dans la structure de la couverture nuageuse qui les recouvrent fréquemment. À travers les nuages, il aperçoit la terre ferme et après quelques tours de reconnaissance qui lui permettent de localiser la ville de Port Stanley, il atterrit à 8 h 42 sur la piste de l'hippodrome de 800 mètres de long, non sans avoir survolé les lieux pendant 40 minutes pour consommer son carburant et alléger l'avion. En raison de la direction du vent, l'avion doit atterrir en s'éloignant de la ville, de sorte que le groupe doit abandonner l'objectif A ― qui consistait à prendre la résidence du gouverneur ― l'élément de surprise faisant désormais défaut. Les jeunes descendent de l'avion, nomment le lieu Puerto Rivero, en hommage au gaucho entrerriano Antonio Rivero qui, en 1833, avait résisté à l'invasion britannique de l'archipel, et déploient sept drapeaux argentins à proximité : cinq sur les clôtures, un sur l'avion et le dernier sur un poteau métallique enfoncé dans le sol et servant de mât.
De nombreux civils malouins (kelpers) s'approchent pour voir ce qui se passe. Certains sont pris en otage, parmi eux le chef de la police et le commandant des Royal Marines britanniques. Aux autres, les membres du commando distribuent une proclamation écrite en anglais : le texte les informait que les jeunes n'étaient pas des agresseurs mais des Argentins qui considéraient que les îles faisaient partie de leur pays. Bientôt l'avion est entouré par les Force de défense des Îles Malouines, renforcées par une centaine de civils kelpers.
Les jeunes font une déclaration en utilisant la radio de l'avion, dont les paroles auront une répercussion importante en Argentine.

« Opération Condor remplie. Les passagers, l'équipage et l'équipe sont en toute sécurité. Position Puerto Rivero (îles Malouines), les autorités anglaises nous considèrent détenus. Le chef de police et de l'infanterie ont été pris en otage par nous jusqu'à ce que le gouverneur anglais annule la détention et reconnaisse que nous sommes en territoire argentin. »

Le radioamateur Anthony Hardy reproduit la nouvelle et son signal est capté à Trelew, Punta Arenas et Río Gallegos, avant d'être retransmis à Buenos Aires. Dans la soirée, les civils et l'infanterie de marine britannique travaillent à l'installation de réflecteurs, de haut-parleurs diffusant une musique martiale et de nids de mitrailleuses autour de l'avion. Dans les sept jeeps situées en face et derrière l'avion sont postés des policiers, des Marines et des civils armés ; sur les hauteurs d'une colline voisine trois tentes de campagne ont été montées pour accueillir des renforts militaires.
À la demande expresse du chef du commando argentin, le père Rodolfo Roel (d'origine hollandaise), prêtre catholique de l'île, célèbre une messe en castillan à l'intérieur du fuselage. Grâce aux efforts du prêtre, les membres de l'équipage et les passagers peuvent être logés dans des maisons de familles insulaires. 
À 4 h 30 le lendemain le gouverneur britannique, Cosmo Dugal Patrick Thomas Haskard, diffuse un communiqué dans lequel il exige la reddition inconditionnelle du groupe, affirmant que les soldats et policiers avaient pour ordre de tirer. Le commando argentin refuse pourtant de se rendre. À 15h00, une autre proposition allant dans le même sens est transmise cette fois par le père Roel, là encore sans résultat.

### Dénouement
Plusieurs heures plus tard, un accord est conclu par lequel les Argentins acceptent de déposer leurs armes dans l'avion, considéré comme un appareil argentin, et seront recueillis par l'Église catholique, et pris en charge par le père Roel. Il n'y eut pas de reddition. Les jeunes « condors » se rendent à pied à l'église munis de leurs drapeaux argentins.
À leur retour sur le continent, Cabo résuma ainsi l'accord :

« Je suis allé aux îles Malouines afin de réaffirmer la souveraineté nationale et tiens à préciser que, à aucun moment, je ne me suis rendu aux autorités britanniques, mais j'ai accepté l'hospitalité de l'Église catholique offerte par l'archevêque des îles Malouines ; que je me suis considéré détenu par les autorités argentines, que j'y ai reconnu le commandant d'Aerolíneas, que j'ai remis au gouverneur de Tierra del Fuego e Islas Malvinas, monsieur l'amiral Guzmán, les drapeaux argentins qui ont flotté sur la terre malouine pendant trente-six heures. »

À 17h00, les Argentins et le prêtre sortent du fuselage. Avec les drapeaux dans les mains, ils entonnent l'hymne national argentin, surveillés à 200 mètres de là par les militaires britanniques. Une demi-heure plus tard, ils rendent les armes au commandant du Douglas DC-4, comme cela avait été convenu. Ils passent près de 48 heures dans la chapelle de Puerto Argentino. Rompant l'accord qu'ils avaient passé avec Roel, les Britanniques mènent alors une perquisition dans la salle paroissiale. Les « condors » décident que la seule chose qu'ils défendraient seraient les drapeaux argentins, aussi Cabo, Giovenco, Rodríguez et Navarro entourent les drapeaux sur leur poitrine, sous leurs vêtements. En voyant la détermination des Argentins, les Britanniques renoncent finalement à s'emparer des drapeaux.
À 19 h 30, le 1er octobre, les membres du groupe sont emmenés en direction du navire argentin ARA Bahía Buen Suceso à bord d'un charbonnier britannique. Dardo Cabo remet les drapeaux argentins à l'amiral José María Guzmán dans un sac :

« Monsieur le gouverneur de nos îles Malouines, je vous remets comme à la plus haute autorité de notre pays ici présente, ces sept drapeaux. L'un d'entre eux a flotté pendant 36 heures sur ces îles et sous sa protection a été chanté pour la première fois l'hymne national. »

Le lundi 3 octobre à 3 h du matin, l'ARA Bahía Buen Suceso accoste dans le port d'Ushuaïa.

## Conséquences légales
Le 22 novembre 1966, les membres du groupe sont traduits devant le juge fédéral de Tierra del Fuego, Antártida e Islas del Atlántico Sur, le Dr Lima, pour les délits de « privation de liberté personnelle qualifiée » et « détention d'armes de guerre ». Le détournement d'avion n'était pas été envisagé par la législation argentine à l'époque. Leur défense est assurée par l'avocat de la Confédération générale du travail et de l'Unión Obrera Metalúrgica Fernando Torres, le fuégien José Salomón ainsi que par d'autres professionnels. L'accusation évoque les événements ayant eu lieu pendant le détournement de l'avion mais pas ceux ayant eu lieu sur les îles Malouines, la justice considérant qu'aucun délit n'y a été commis. Les membres du commando sont condamnés le 26 juin 1967. Le 13 octobre, la Cour fédérale de Bahía Blanca confirme la sentence, en y apportant quelques modifications mineures. Ainsi, elle ordonne la restitution des drapeaux à Cabo, leur propriétaire, soutenant que :

« Les drapeaux argentins, pour avoir flotté sur une partie irrédente des terres de la Patrie, ne sont pas et ne peuvent être considérés comme l'instrument d'un délit. Par conséquent, il convient de les restituer à celui qui a montré qu'il agissait comme leur propriétaire. »

La plupart des membres du groupe retrouvent la liberté à l'issue des neuf mois que dure le procès, ayant effectué leur peine en détention préventive, mais Dardo Cabo, Alejandro Giovenco et Juan Carlos Rodríguez passeront trois ans en prison, en raison de leurs antécédents judiciaires.
Dix ans plus tard pendant le Processus de réorganisation nationale, le vendredi 6 janvier 1977, Dardo Cabo, qui était détenu à La Plata pour une autre affaire, est assassiné avec d'autres dans le cadre d'une évasion simulée lors d'un transfert de détenus, dans une clairière parc provincial Pereyra Iraola (es) située entre les villes de La Plata et Buenos Aires.
Pour sa part Alejandro Giovenco, qui devint l'un des « burócratas y pistoleros de extrema derecha que dirimían a balazos el contencioso ideológico con los bombos nuevos del peronismo », dirigeant de la Concentración Nacional Universitaria (CNU), organisation qui collaborera par la suite avec la dictature militaire et qui était liée à la Triple A, meurt en pleine Avenida Corrientes de Buenos Aires par l'explosion d'une bombe qu'il transportait dans sa serviette.

## Conséquences politiques
L'action choque au sein du gouvernement de facto de Juan Carlos Onganía, dont le mandat n'avait commencé que trois mois plus tôt, surtout qu'elle coïncidait avec la visite privée dans le pays le prince Philippe, duc d'Édimbourg, mari de la reine Élisabeth II, en tant que président de la Fédération équestre internationale, afin de préparer le Championnat du monde de saut d'obstacles qui devait se dérouler en Argentine.
Le gouvernement argentin publie un communiqué le 29 septembre 1966 dans lequel il affirme que :

« La reprise des îles Malouines ne peut pas être une excuse pour factieux. »

Les villes de Buenos Aires, La Plata et Córdoba, entre autres, sont le théâtre de nombreuses manifestations de joie populaire célébrant l'action du groupe de jeunes. Le Royaume-Uni décide de renforcer ses effectifs militaires dans les îles : le détachement de Royal Marines passe de six à quarante membres
L'incident provoque des commentaires dans la presse nationale et internationale.

## Hommages

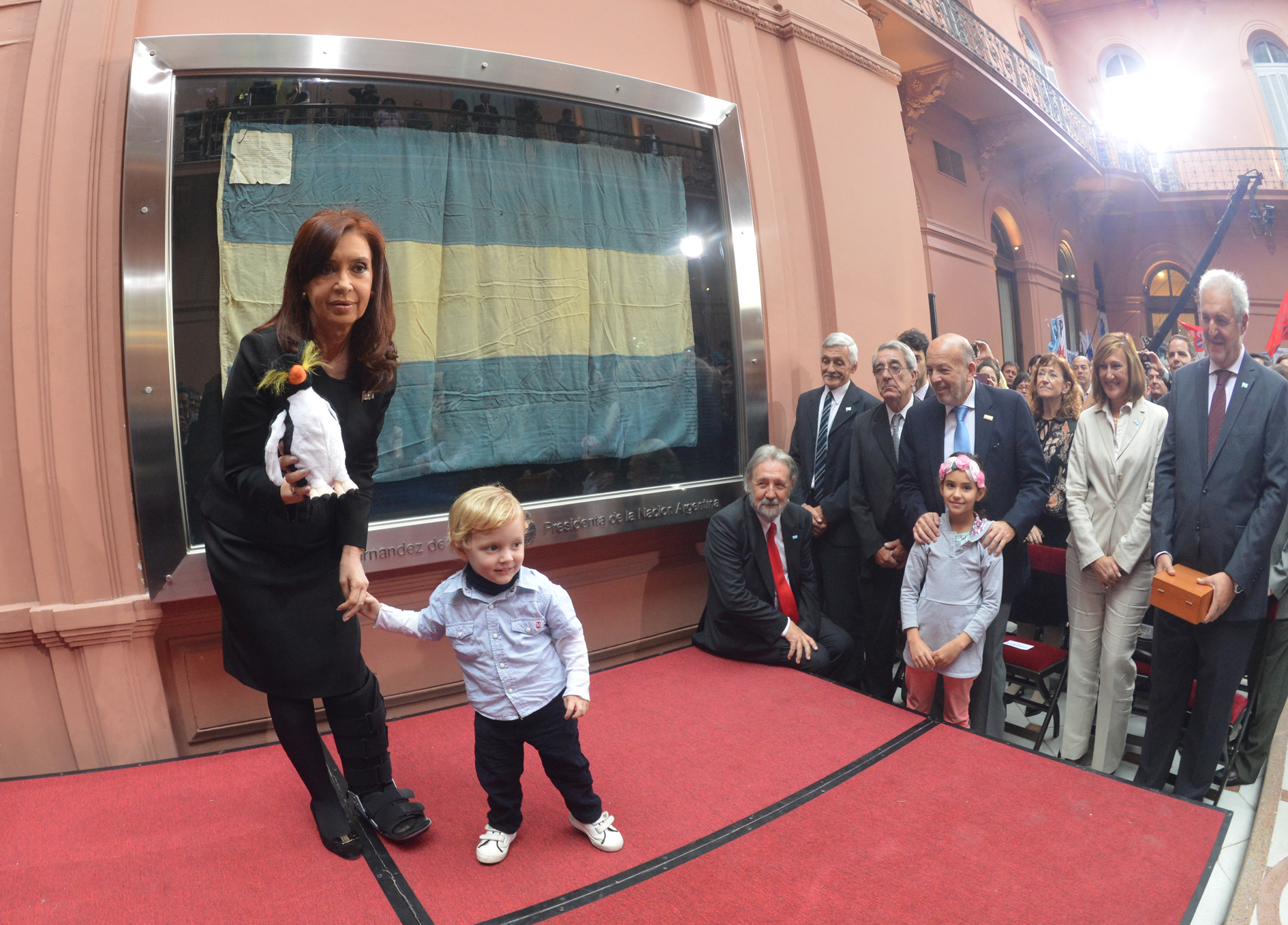
Cristina Fernández, après la découverte de l'un des drapeaux utilisé pendant l'opération, dans le Patio Islas Malvinas de la Casa Rosada.

Il existe un monument sur la Plaza San Martín d'Ituzaingó, qui est le premier à avoir été construit en Argentine en hommage aux jeunes nationalistes.
Il existe une rue Dardo Cabo, qui donne accès à l'Autopista de Oeste, à Ituzaingó, et une rue Operativo Cóndor dans le partido de Merlo.
En 2006, à l'occasion des 40 ans de l'opération Cóndor, une session spéciale a été organisée au Sénat de la province de Buenos Aires au cours de laquelle des diplômes et des médailles ont été remis aux membres de l'opération et aux familles de ceux qui sont morts. La même année une déclaration d'hommage a été approuvée par le Chambre des députés d'Argentine.
Des vitrines ont été inaugurées contenant chacune les sept drapeaux argentins qui ont flotté sur les îles Malouines pendant l'opération : dans le Salón de los Pasos Perdidos du Congrès de la nation argentine, dans le patio Islas Malvinas de la Casa Rosada, dans le Musée du Bicentenaire (es), dans la basilique d'Itatí (es), dans la basilique Notre-Dame de Luján, dans l'ancienne Escuela de Mecánica de la Armada, et la dernière dans le mausolée de l'ancien président Néstor Kirchner dans le cimetière de Río Gallegos.
Le bar du Musée Malvinas e Islas del Atlántico Sur, inauguré en 2014 à Buenos Aires, a été nommé Puerto Rivero, en souvenir du nom donné par les jeunes Argentins à Puerto Stanley en 1966 pendant l'opération.